# Urbano (usurpatore romano)
Urbano (latino: Urbanus; ... – 271/272) è stato un usurpatore contro l'imperatore romano Aureliano, che venne ucciso subito dopo la sua ribellione.
Alcuni storici ne ritengono dubbia l'esistenza.